# En bordée à Broadway
Pour plus de détails, voir Fiche technique et Distribution.
En bordée à Broadway (Something to Shout About) est un film américain en noir et blanc réalisé par Gregory Ratoff, sorti en 1943.

## Synopsis
Le film se déroule dans les coulisses d'une pièce de théâtre de vaudeville fictive. Une femme récemment divorcée décide d'utiliser sa pension alimentaire pour produire son propre spectacle. Malheureusement, son bailleur de fonds insiste pour jouer dans le show. Elle est sauvée par un homme talentueux, qui prend tous les risques pour remplacer le bailleur sans talent.

## Fiche technique
- Titre : En bordée à Broadway
- Titre original : Something to Shout About
- Réalisation : Gregory Ratoff
- Scénario : Lou Breslow, Edward Eliscu, George Owen et Fred Schiller
- Photographie : Franz Planer
- Montage : Otto Meyer
- Société de production : Columbia Pictures
- Pays d'origine : États-Unis
- Format : noir et blanc - 1,37:1 - son : Mono
- Durée : 90 min
- Genre : Comédie
- Dates de sortie :
  -  États-Unis : 25 février 1943
  -  France : 24 janvier 1947

## Distribution
- Don Ameche : Ken Douglas
- Janet Blair : Jeanie Maxwell
- Jack Oakie : Larry Martin
- William Gaxton : Willard Samson
- Cobina Wright : Donna Davis
- Veda Ann Borg : Flo Bentley
- Cyd Charisse : Lily
- Jaye Martin : Dan Howard
- Teddy Wilson : Teddy Wilson (chanteur)
- Hazel Scott : Hazel Scott (chanteuse)
- William Gaxton : Willard Samson